# Anton Seelos
Anton "Toni" Seelos född 4 mars 1911 i Seefeld in Tirol, Österrike, död 1 juni 2006 i Seefeld in Tirol var en Österrikisk alpin skidåkare.
Seelos vann en silvermedalj i slalom vid det första världsmästerskapet i alpin skidsport. Vid de två följande mästerskapen vann han guld i både slalom och kombination. Seelos fick inte delta i Olympiska vinterspelen då han var professionell skidlärare. Vid Olympiska vinterspelen 1936 i Garmisch-Partenkirchen var han föråkare och åkte ca 6 sekunder snabbare än vinnaren.